# Eucalyptus tardecidens
Eucalyptus tardecidens är en myrtenväxtart som först beskrevs av Lawrence Alexander Sidney Johnson och Kenneth D. Hill, och fick sitt nu gällande namn av Anthony R. Bean. Eucalyptus tardecidens ingår i släktet Eucalyptus och familjen myrtenväxter. Inga underarter finns listade i Catalogue of Life.